# N503 (België)
De N503 is een gewestweg in België tussen Antoing (N502) en Morlies (N504). De weg heeft een lengte van ongeveer 6 kilometer.
In Antoing wordt direct na de kruising met de N502 de rivier Schelde gepasseerd.
De gehele weg heeft twee rijstroken in beide rijrichtingen samen. Ook al is hiervoor niet overal de belijning aanwezig.

## Plaatsen langs N503
- Antoing
- Morlies